# 下滲經濟學
下滲經濟學（英語：trickle-down economics，又譯為涓滴經濟學、滴流經濟學、滲滴式經濟學、滴漏經濟學）是源於美國的經濟術語，用于描述给富人及企业减税可惠及所有人包括贫苦大众的经济政策（如雷根经济学、供給面學派與自由市场）。该主张认为政府對富人階級減免稅收與向企业提供經濟上的優待政策，將可改善經濟整體，最終會使社會中的貧困階層人民也得到生活上的改善。该主张反對以徵稅手段來減少社會中的貧富差距，也往往削減對貧窮階層進行社會救助。左派经济学家在问题讨论中，經常反對、讽刺及批评该主张。他們認為此類经济政策非但不能刺激经济，而且一定会導致贫富差距扩大，通胀率及赤字上升。

## 相关术语

在美國，1982年稅務改革之前多數人均收入增長到了底部的90％（藍色），但涓滴轉變，為前10％（紅色）。

涓滴理论（英語：trickle-down theory），又译作利益均沾论、渗漏理论、滴漏理论、滴流理論；或涓滴效应（trickle-down effect），又译作渗漏效应、滴漏效应。涓滴理论或涓滴效應等術語起源於美國幽默作家威爾·羅傑斯。在經濟大蕭條時，他曾說：「把錢都給上層富人，希望它可以一滴一滴流到穷人手里。」。

## 爭論

流行的看法相反，91％〜70％，在美國高收入稅收水平的下降並沒有刺激經濟，因為年增長率下降，從每年2.1％至1.5％。期間與上最低的稅率來的最低增長實際上來了。

亞當·斯密在《國富論》中稱，徵稅「可能妨礙生意的發展，降低人們投資某些產業的意欲，影響就業。當人們必須交稅，其用作營運的資金會減少甚至用盡。」由此，隆納·雷根時期的預算總監大衛·斯托克曼認為供應經濟觀點在經濟學中由來已久，而維持自由放任將不但使市場中先富起來的人受惠，也最終使最貧困的一群受惠。由此產生的論點是實質国内生产总值增長必然會惠及全體，包括貧苦大眾。
凱恩斯主義者提倡財政政策應覆蓋整個經濟體，而非照顧特定群體。但涓滴理論支持者認為，向富者減稅，可促進他們投資，進而帶動經濟增長。這種針對性的減稅政策被指對推動整體經濟未必即時見效，而很多人亦要經過一段時間的「涓滴」後才可得益。
中共前領導人鄧小平提出的「讓一部分人先富起來」的改革開放政策並不算與涓滴效應異名同工，例如中共之後要求企業繳勞工社保與養老準備金，是政府的政策而非市場缺工自動幫勞工加薪加福利；美國三大車廠在勞工多次罷工爭來的退休員工養老醫療給付難以由公司自己維持，得靠美國政府出錢支持才免於關門，也突顯即使是大企業個別企業的力量有限照顧不了員工。
约瑟夫·斯蒂格利茨認為，根據實證研究，增加分配不均的結果，會造成經濟成長趨緩。將使得上層的富有者擁有更多，下層的人民更窮困，而且中產階級被掏空。這種經濟學政策，只會鼓勵上層富有者去掠奪其他人的財富，造成民主力量變弱。

## 對使用這個術語這一行為的反對
不少研究者認為這個術語本身沒有任何實質含義，只是被套用在受到批評者身上的負面標纖，使用這個術語的人往往曲解了他們聲稱要批駁的經濟學理論的內容，而且它與供給面派思想等等事實上也不是同一回事，學術界並不經常使用該術語。使用這個術語的人真正想要批駁的經濟學理論事實上可能沒有得到任何一位專業的經濟學家的認可。